# Умлаут снизу
Умлаут снизу (◌̤) — диакритический знак, выглядящий как две горизонтально расположенные точки (умлаут) под буквой. Используется в Международном Фонетическом Алфавите для обозначения шёпота.
Также в Научном алфавите для языков Габона 1989 года есть буквы Ṳ и W̤, обозначающие /y/ и /ɥ/ соответственно.